# Olivier Le Daim
Olivier Le Daim, né vers 1428 et mort en 1484, est un des principaux conseillers du roi de France Louis XI.

## Biographie

### Origine
D'origine modeste, Olivier de Neckere est le fils du barbier gantois, Jean de Neckere, établi à Thielt. Comme en flamand nekker signifie nixe, « le génie malfaisant des eaux » ou « le mauvais esprit », on lui donna le surnom d'« Olivier le Mauvais » (de Duivel). C'est sous ce nom qu'on le rencontre pour la première fois dans un registre de comptes en 1461. En octobre 1474, Louis XI anoblit son serviteur, lui accole le surnom de « le Daim » et interdit qu'on l'appelle « le Mauvais ». Il reçut parfois aussi le surnom de « le Diable ».

### Au service du roi de France
En 1457, fuyant le royaume de France, le dauphin Louis fait un séjour dans la ville de Thielt en Flandre, où il loge dans l'hôtellerie voisine de la maison des De Neckere. Il s'attache alors le jeune homme et en fait son barbier et valet de chambre. Lorsqu'en 1461, Louis revient en France pour monter sur le trône, celui-ci l'accompagne. Il est nommé premier barbier du roi en 1466, et l'année suivante, il épouse une riche veuve issue de la haute-bourgeoisie parisienne : au cours des années suivantes, il va progressivement jouer auprès du prince le rôle de « factotum », d'homme de confiance et de créancier.
Pour récompense des services rendus, à partir de 1473-1474, Louis XI par une même ordonnance change le nom de son valet en Le Daim. Il accumule alors les missions et postes, qui ne sont pas en réalité de hautes fonctions mais qui lui permettent d'accumuler des richesses et du pouvoir sur l'ensemble du bassin parisien et de la vallée de la Seine, région dont il verrouille les principaux points de passage et de taxation, et où le roi est rarement présent, lui qui réside en Touraine. Le Daim est ainsi nommé « grenetier » du grenier à sel de Neufchâtel-en-Bray, capitaine du pont de Saint-Cloud, concierge du bois de Vincennes, gruyer de la garenne du bois de Rouvray, capitaine de Meulan, puis, en 1479, il administre le grenier à sel de Paris, est nommé capitaine de Corbeil, et gruyer de la forêt de Sénart.
En 1476, il le nomme capitaine du château de Loches — qui sert de prison royale — et gouverneur de Saint-Quentin.
En 1477, après la mort de Charles le Téméraire, le roi le charge d'une mission de pacification, plus diplomatique que militaire, en l'envoyant à Gand : au passage, Le Daim parvient à « s'emparer » de la ville de Tournai au profit du royaume de France. En récompense, Louis XI l'anoblit — Le Daim devient alors gentilhomme de la chambre du roi — et le fait comte de Meulan. Il est officiellement nommé chambellan et conseiller du roi et connaît alors l'apogée de sa carrière. En septembre 1480, il reçoit avec faste le cardinal de Bourbon et le légat du pape, Julien della Rovere, en vue de préparer le traité d'Arras. À partir de 1482, il devient le seul lien entre le Parlement de Paris et le roi, c'est à partir de ce moment-là que des factions, au sein même de l'assemblée, accumulent à son égard des remontrances, ancrées dans une forme de jalousie et d'étonnement, du fait même des origines sociales du conseiller et de tant de prérogatives accumulées.
Au cours de son ascension, il devient propriétaire du château de Vaux-sur-Seine. Il est également châtelain du Saussay à Ballancourt-sur-Essonne, seigneur de Villiers-le-Châtel à Cerny et de Vayres, et de Pont-Saint-Pierre, Noyon-sur-Andelle et Radepont en Vexin normand.
Durant les dernières années du règne du roi, alors que celui-ci, entré en maladie, s'est réfugié au château de Plessis-lèz-Tours, Le Daim élabore un groupe d'influence, en constituant un réseau de serviteurs et lieutenants, véritables exécuteurs des basses œuvres, dont le plus connu est Daniel Baërt (ou Bart), originaire de Flandre, et qui finira, en même temps que son maître, jugé puis pendu au gibet de Montfaucon.

### Condamnation et exécution
À la mort du roi, en août 1483, sa fille, Anne de Beaujeu, devient régente du royaume et ordonne la tenue des états généraux qui ouvriront le 15 janvier 1484. Elle décide aussitôt d'écarter, pour mauvaise réputation et sans doute pour contenter certains partis, trois des favoris du roi : Le Daim, Jean de Doyat et Jacques Coitier. Ils furent arrêtés, au moment où ils s’apprêtaient à quitter Paris et conduits au For-l'Évêque, puis, dans l'attente du procès instruit par le Parlement de Paris sous la direction du président Jehan de La Vacquerie, à la Conciergerie. De nombreuses plaintes sont alors enregistrées à l'encontre de Le Daim. Celle qui retint l'attention des juges, la plus grave, provient du témoignage de l'épouse d'un gentilhomme : celle-ci serait venue plaider la libération de son époux auprès du conseiller, mais ce dernier lui aurait, en échange, proposé de devenir sa maîtresse ; acceptant le marché, elle vit que Le Daim s'attacha à elle et qu'en conséquence, il fit disparaître son mari, dont le corps fut retrouvé dans la Seine par des témoins. Cet accusation d'assassinat confirma la conviction des juges, qu'ils avaient en face d'eux un mauvais sujet, capable de trafic d'influence, d'abus de pouvoir et d'escroqueries, ce qui valut à Le Daim la pendaison, sentence exécutée au gibet de Montfaucon le 21 mai 1484. Quinze jours plus tard, son second, Daniel Bart est à son tour jugé et condamné à la pendaison le 4 juin. S'ensuivirent enfin la condamnation de tous les sergents au service de Le Daim, ainsi que l'examen des autres conseillers royaux, dont la plupart furent relaxés. Seul Doyat fut condamné à l'essorillement, et Coitier, lui, dut rembourser à la régente une importante somme d'argent,,.
Le but de ce procès fut en réalité de donner en pâture au Parlement et à l'aristocratie, la tête du principal conseiller du roi, et la tête d'un réseau influent, et non son ensemble. Une grande partie des autres conseillers du défunt roi furent en effet maintenus dans leurs fonctions. Les biens de Le Daim, confisqués, servent à indemniser les victimes, le solde, considérable, étant récupéré par Louis II, duc d'Orléans, manœuvre rendue possible grâce à la régente, qui put ainsi faire du duc, non pas un ennemi, mais un allié.

## Postérité
Les Archives nationales de France conservent une grande partie des minutes du procès de 1483-1484, elles ont été publiées en 1877 par Georges Picot.

### Selon les témoignages de ses contemporains
- [PDF] Les mémoires de messire Philippe de Commines (édition de 1552) sur Gallica ;
- Robert Gaguin, Compendium de origine et gestis Francorum (Paris, 1586)

### En littérature

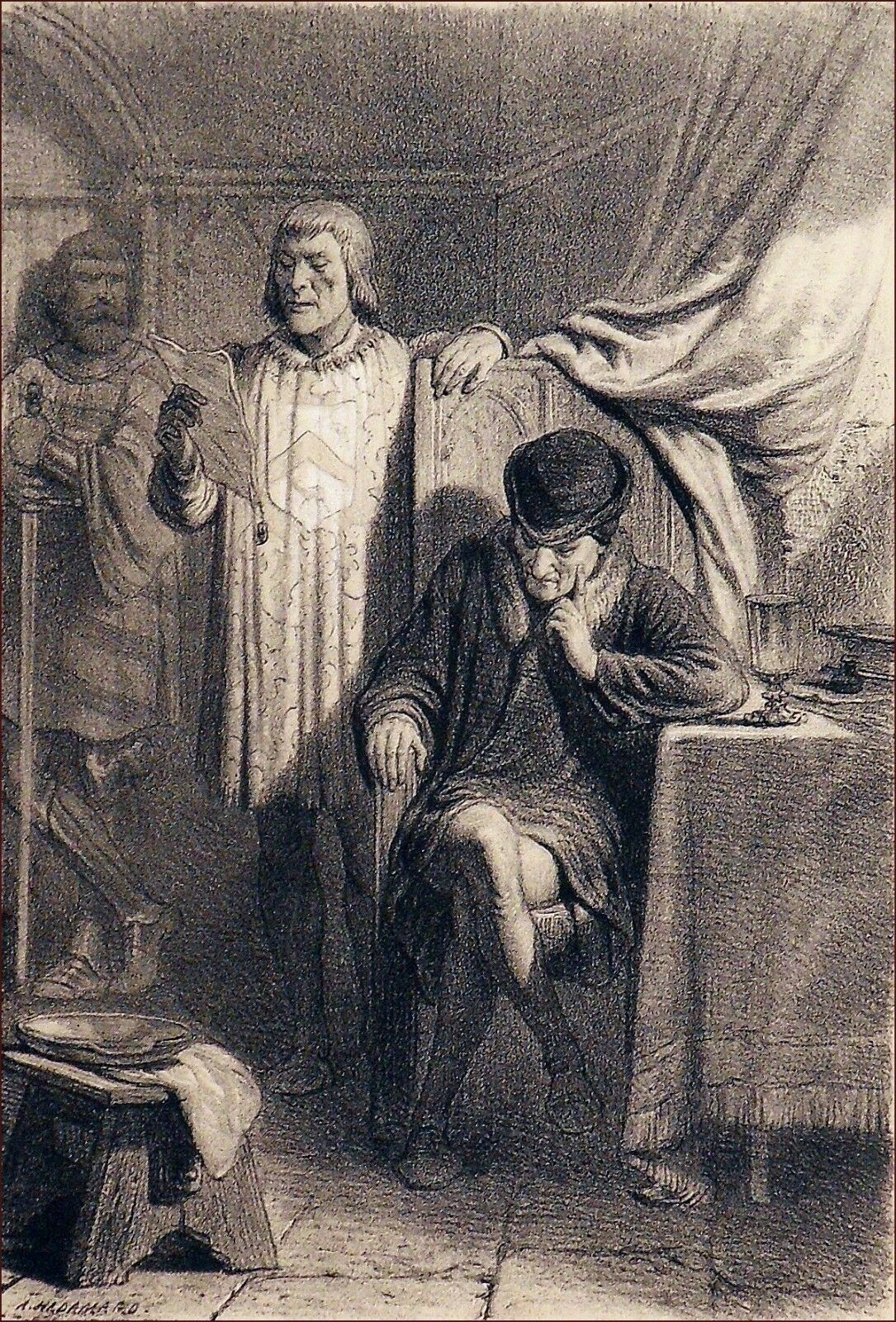
Louis XI et Olivier le Daim, gravure d'Auguste Hadamard, 1862.

Des récits littéraires, qui émergent au début du XIXe siècle, font de lui l'âme damnée du roi, notamment dans les œuvres suivantes :
- Quentin Durward, de Walter Scott ;
- Notre-Dame de Paris, de Victor Hugo

Dans cette œuvre, le roi Charles VIII, qui allait entrer dans sa quatorzième année, lui accorde, deux jours après sa mort, la grâce d'être enterré à Saint-Laurent au lieu de la cave de Montfaucon où sont habituellement entassées les dépouilles des pendus ;
- Gringoire, de Théodore de Banville ;
- Der Teufel (Le Diable), d'Alfred Neumann (1926).

### Lieux de mémoire
- Maison dite d'Olivier Le Daim
- Statue en bronze, situé à Tielt, exécutée par Jef Claerhout